# 国鉄DD42形ディーゼル機関車

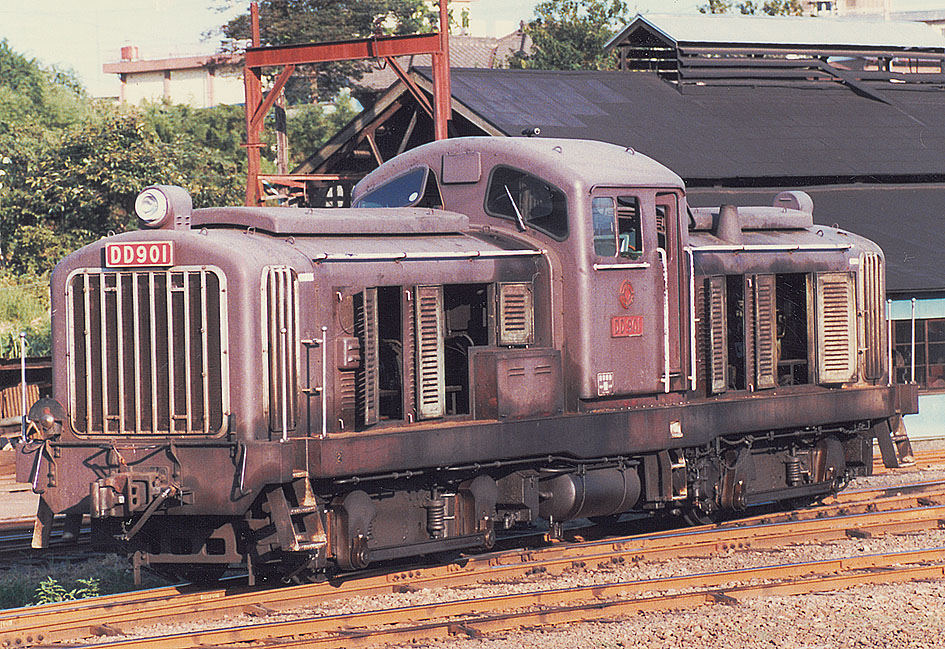
鹿島鉄道DD901号機関車（1985年）

DD42形ディーゼル機関車（DD42がたディーゼルきかんしゃ）は、日本車輌製造が1955年（昭和30年）に1両を製作した試作液体式ディーゼル機関車である。
日本国有鉄道（国鉄）が一時借入して車籍に編入した際に「DD42」の形式名が与えられた。国鉄での使用が中止された後は常総筑波鉄道（現・関東鉄道）に購入されてDD90形の形式名となり、常総線から鉾田線（のちの鹿島鉄道線）に転属して1988年（昭和63年）まで使用された。2007年（平成19年）解体。

## 製作の背景
昭和30年代、国鉄が本格的な実用ディーゼル機関車の開発を模索していたころ、日本国内の鉄道車両メーカー各社は国鉄を含む国内外への自社の製品・技術の売り込みを図るべく、相次いで独自のディーゼル機関車を設計・試作した。これら大小の試作機関車は、メーカーによる試験の後に私鉄に購入されたものもあったが、このうち比較的大型のもの9形式9両は1956年から1965年にかけて国鉄に借り入れられ、40番台、のちに90番台の形式名を与えられて試用された。一部の形式は借入終了後、国鉄に購入された。
それらの試作機関車のうち、本形式は操車場や大きな駅での構内入換用として製作されたものの一つである。本形式は1957年から翌1958年にかけて国鉄が借入し試用したが、借入終了後に購入はされなかった。

## 構造

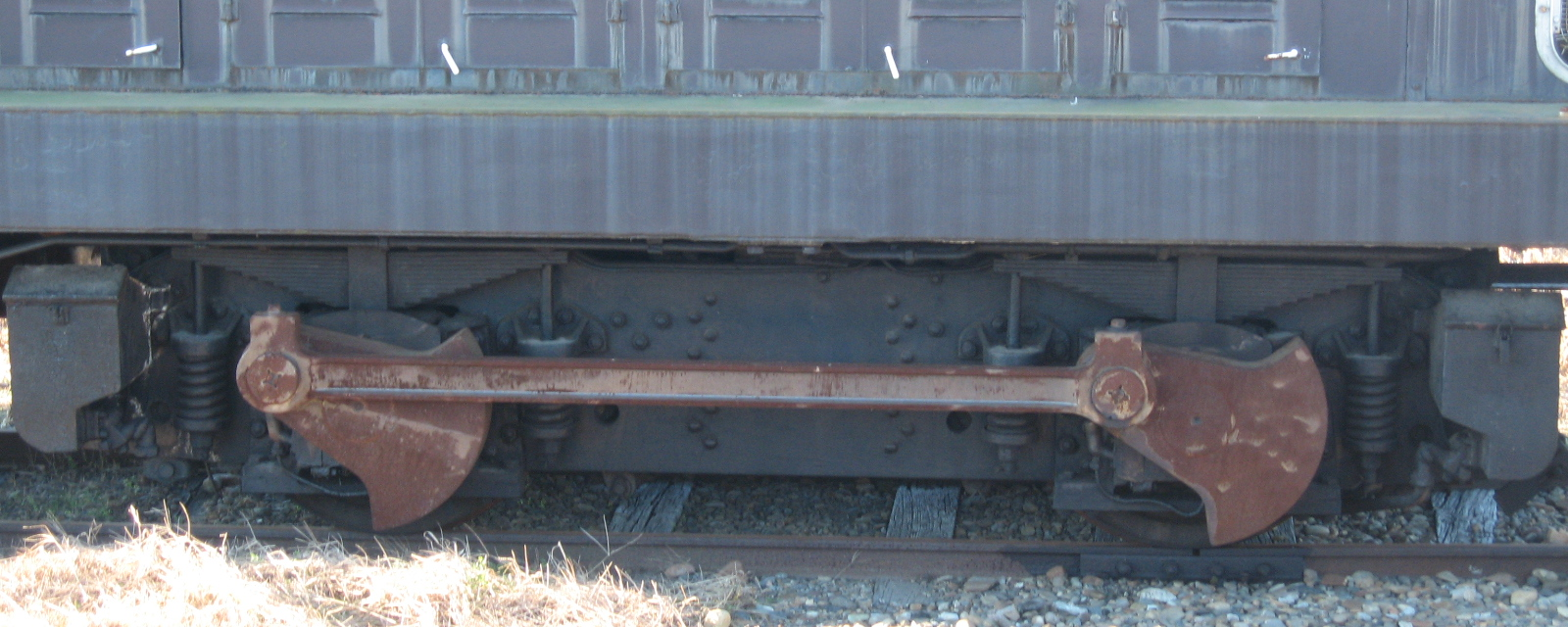
ロッド式の台車

動力伝達方式は液体式を採用している。製造当初のエンジンは振興造機（現・神鋼造機）が製造した450馬力機関、液体変速機は同じく振興造機製、のちの国鉄DD13形と同じ DS1.2/1.35 形であった。車齢16年になる1972年に、エンジンを国鉄DD13形後期車や関東鉄道DD902形と同じ500馬力の DMF31SB 形に、液体変速機を新潟コンバーター（現・日立ニコトランスミッション）製の DB138 形に換装している。
いわゆるロッド駆動の機関車であり、動力は液体変速機から伸びた推進軸により各台車の車体中央寄りの駆動軸に伝えられ、車体端側の駆動軸へは車輪の外側面に装置されたロッドを通じて伝達される。
運転室を車体の中央に配置し、車体を側面から見ると凸字型をしている。車体は全体に丸みを帯びたデザインである。
運転台は2組設置され、運転室内の各進行方向左側に千鳥状に配置されており、このため運転室の側面外観はどちらのサイドから見ても左に運転台側窓、右に運転室側扉となる。機関士は前を向いて運転する。これは本線用凸型機の国鉄DD51形などと類似の運転台配置である。方向転換を行わずに長時間の運転を行う本線仕業には向いているが、機関車が方向転換する度に機関士は反対エンド側の運転台へと移動する必要があるため、頻繁な方向転換を行う構内入換仕業には向いていない配置である。これに対し、のちに構内入換用として量産されたDD13形やDE10形などの凸型機は1組の運転台を横向きに配置して、機関士は常に横を向いて運転するようになっており、機関車が方向転換する際は逆転機を切り替えて首を反対に向けるだけでよくなっている。この運転台配置が、本形式が構内入換用としては不適と判断され、国鉄において購入・継続使用されなかった一因ともされる。

## 車歴

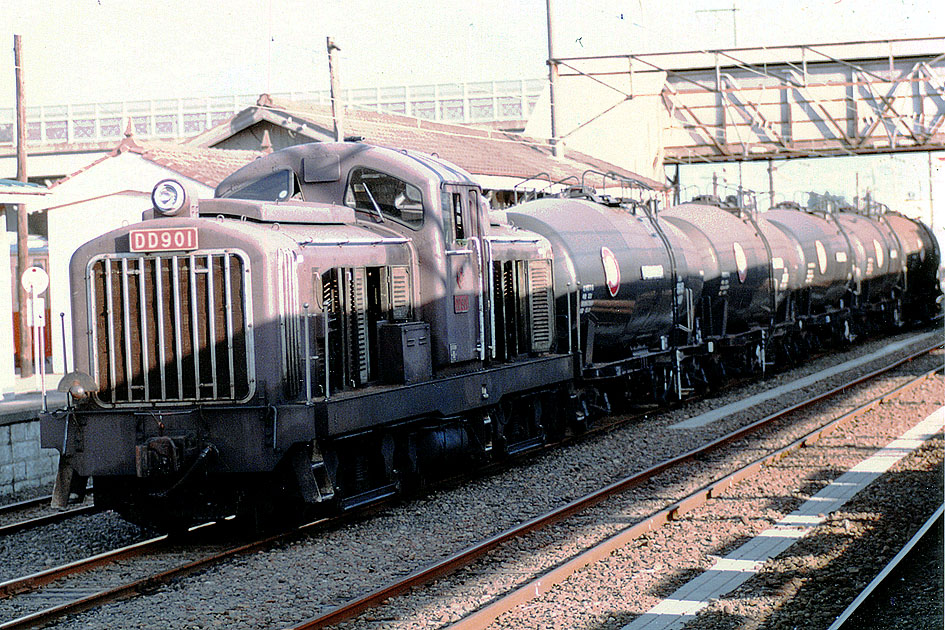
鹿島鉄道の貨物列車（1985年）

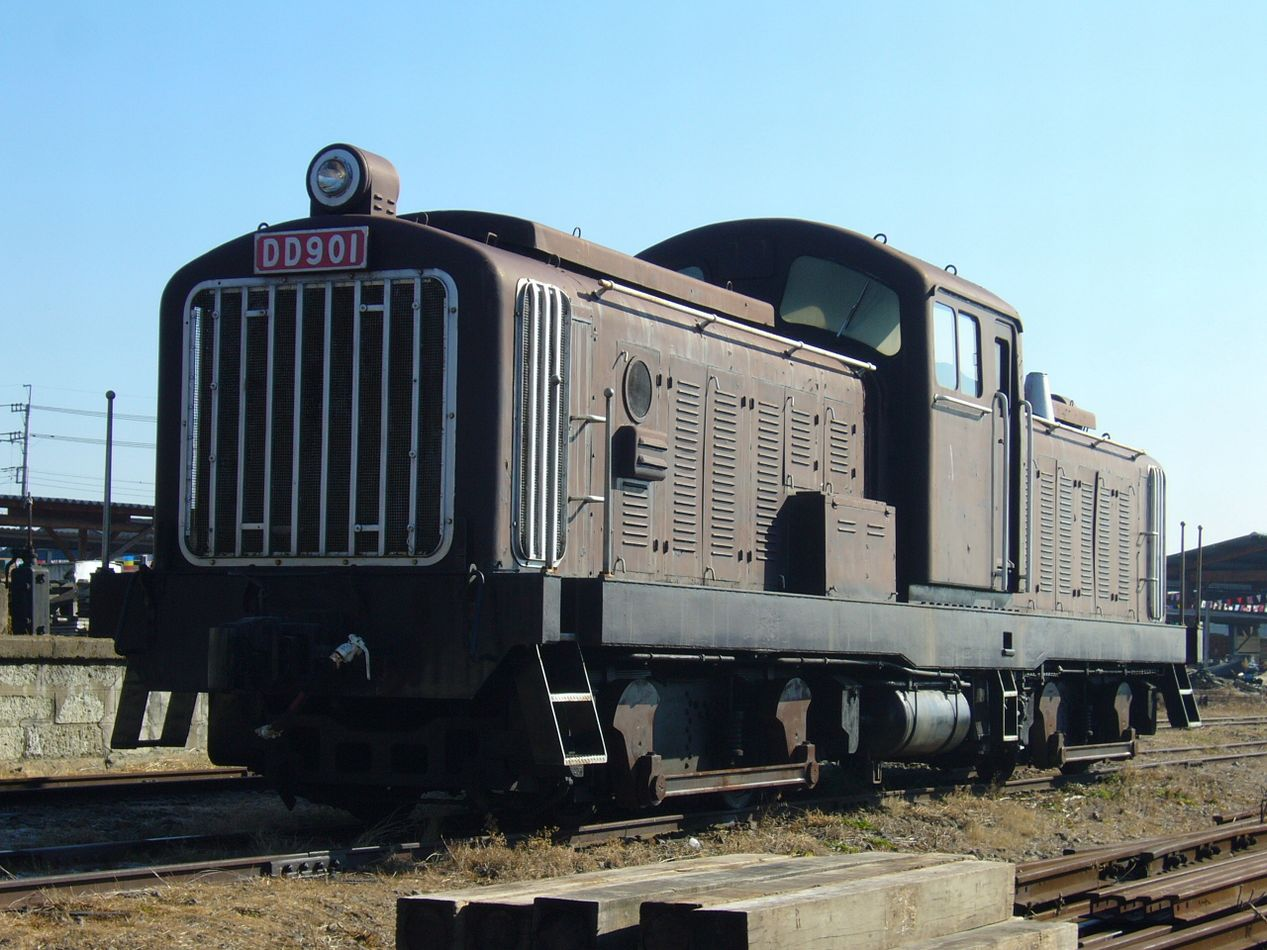
常陸小川駅にて（2006年）

- 1955年（昭和30年）9月[1] - 日本車輌製造にて新製。製造番号 1766[1]。名鉄名古屋本線で試運転実施[2]。
- 1957年（昭和32年）6月3日[3] - 国鉄が借入し、DD42 形 DD42 1 号となる。名古屋機関区に配置[1]。主に笹島駅の構内入換に使用。
- 1958年（昭和33年）3月31日[3] - 国鉄を除籍、日本車輌に返却される。
- 1958年（昭和33年）7月 - 常総筑波鉄道が購入し、DD90 形 DD901 号となる。常総線の水海道機関区に配置。
- 1965年（昭和40年）6月1日 - 常総筑波鉄道は合併で関東鉄道となる。
- 1972年（昭和47年）3月 - 水海道機関区でエンジンと液体変速機を換装。
- 1974年（昭和49年）11月26日[1] - 鉾田線の石岡機関区に転属。
- 1979年（昭和54年）4月1日 -　鉾田線は鹿島鉄道として関東鉄道から分社化。
- 1988年（昭和63年）3月13日[1] - 最終営業走行。
- 1988年（昭和63年）3月31日 - 廃車。石岡機関区、のち常陸小川駅の側線にて静態保存。
- 2007年（平成19年）2月27日 - 常陸小川駅にて解体。1両のみであったため現存しない。

## 主要諸元
- 全長: 14,050 mm
- 全幅: 2,724 mm
- 全高: 4,022 mm
- 運転整備重量: 51.6 t （1957年国鉄使用時）
- 軸配置: B-B
- 機関:
  - 1955年製造当初: 振興造機製 DMF36 (450 ps / 1,500 rpm) ×2基
  - 1972年換装後: DMF31SB (500 ps / 1,500 rpm) ×2基
- 動力伝達方式: 液体式
- 液体変速機形式:
  - 1955年製造当初: 振興造機製 DS1.2/1.35
  - 1972年換装後: 新潟コンバーター製 DB138